# Rafael Alcántara do Nascimento
|  | No s'ha de confondre amb Márcio Rafael Ferreira de Souza. |

Rafael Alcántara do Nascimento, més conegut com a Rafinha, (São Paulo, Brasil, 12 de febrer de 1993) és un futbolista brasiler amb nacionalitat espanyola que juga al club Al-Arabi de Qatar, i és internacional amb el Brasil. És fill de l'exfutbolista Mazinho i l'exjugadora de voleibol Valeria Alcantara, i és germà petit de Thiago Alcántara.
Malgrat que va néixer al Brasil, on jugava el seu pare, va marxar de ben petit a Espanya, seguint la carrera del seu pare, i va viure a València i a Vigo.

## Trajectòria esportiva
Als 13 anys entra a formar part de la Masia del FC Barcelona. Encara que ha jugat sempre al mig del camp, al juvenil del Barça el seu entrenador, Òscar Garcia, el va avançar de posició. El rendiment amb el juvenil va fer que Luis Enrique el fes debutar amb el filial la temporada 2010-2011.
La temporada següent, amb Eusebio Sacristán a la banqueta, es va incorporar a la plantilla del Barça B.
El juliol de 2013 va signar un contracte de renovació amb el FC Barcelona, fins al 2016.
El 19 de maig de 2014 el FC Barcelona va anunciar el seu retorn al club, després d'un any de cessió al Celta de Vigo, on va jugar 32 partits i va marcar 4 gols.
L'11 d'agost de 2015 va jugar, com a titular, al partit de la Supercopa d'Europa 2015, a Tbilissi, en què el Barça va guanyar el Sevilla CF per 5 a 4. Rafinha va marcar el tercer gol del seu equip.
El 23 de novembre de 2015, encara convalescent d'una greu lesió de genoll causada per una forta entrada de Radja Nainggolan durant un partit de la fase de grups de la Lliga de Campions contra l'AS Roma el setembre anterior, Rafinha va renovar contracte amb el  FC Barcelona fins al 2020, amb una clàusula de rescissió de 75 milions d'euros.
El 22 de gener de 2018 s'anuncia la cessió amb opció a compra de 35 milions d'euros a l'Inter de Milà. El Barça no va ingressar diners per la cessió. Va debutar amb l'Inter sis dies després, tot entrant en els darrers minuts d'un empat 1–1 contra l'SPAL. Va marcar-hi el primer gol el 6 de maig, en una victòria per 4–0 a fora contra l'Udinese Calcio.
L'estiu de l'any 2018 el jugador va retornar de la cessió a l'Inter de Milà, després que l'Inter no executés l'opció de compra. Va rebre diverses ofertes, entre d'altres del Reial Betis i del Benfica però finalment el jugador es va quedar al Barça, tot i les negociacions.
El 24 de novembre de 2018, Rafinha es va trencar els lligaments encreuats del genoll esquerre durant un partit contra l'Atlètic de Madrid i va quedar-se sense jugar diversos mesos. El 2 de setembre de 2019, immediatament després de renovar el seu contracte fins al 2021, va anar cedit al Celta de Vigo per la temporada 2019-20; allà hi coincidiria amb el també cedit pel Barça Denis Suárez.

### Paris Saint-Germain
Rafinha va signar contracte per tres ansy amb el Paris Saint-Germain FC el 5 d'octubre de 2020. Va debutar a la Ligue 1 11 dies després en una victòria per 4–0 contra el Nîmes Olympique, i va fer una assistència pel primer gol a Kylian Mbappé.

## Palmarès
Amb el FC Barcelona
- 1 Lliga de Campions: (2014-15)[23]

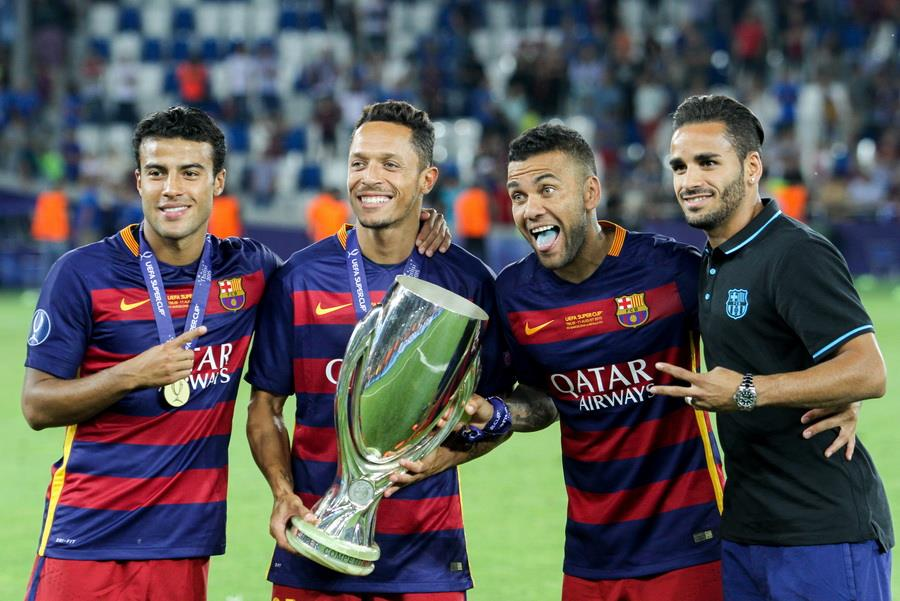
Rafinha, a l'esquerra, amb el trofeu de la Supercopa de 2015, l'11 d'agost de 2015, al costat d'Adriano Correia, Dani Alves, i Douglas.

- 3 Lligues espanyoles: (2014-15,[24] 2015-16[25] i 2018-19)
- 3 Copes del Rei: (2014-15[26] 2015-16[27] i 2016-17)[28]
- 1 Supercopa d'Europa: (2015)[6]
- 1 Campionat del Món de Clubs de futbol (2015)[29]
- 2 Supercopes d'Espanya: (2016[30] i 2018)[31]